# Mark Christian
Mark Peter Christian (Douglas, 20 november 1990) is een Manx baan- en wegwielrenner. Zijn zus Anna is ook wielrenner.

## Carrière
In 2010 behaalde Christian de bronzen medaille op de Gemenebestspelen in de puntenkoers.

## Baanwielrennen

### Palmares
| Jaar     | BK                      | EK                                              | WK       | Overig                                      |
| Junioren | Junioren                | Junioren                                        | Junioren | Junioren                                    |
| -------- | ----------------------- | ----------------------------------------------- | -------- | ------------------------------------------- |
| 2008     |                         | Ploegkoers, Ploegenachtervolging, Achtervolging |          |                                             |
| Beloften |                         |                                                 |          |                                             |
| 2009     |                         | Ploegenachtervolging, Puntenkoers               |          |                                             |
| 2010     |                         |                                                 |          |                                             |
| 2011     |                         | Ploegenachtervolging                            |          |                                             |
| Elite    |                         |                                                 |          |                                             |
| 2009     | Ploegkoers, Scratch     |                                                 |          |                                             |
| 2010     | Ploegkoers, Puntenkoers |                                                 |          |                                             |
| 2011     | Puntenkoers             |                                                 |          |                                             |
| 2012     | Ploegkoers              |                                                 |          |                                             |
| 2013     |                         |                                                 |          |                                             |
| 2014     | Puntenkoers             |                                                 |          | WB Londen: Ploegenachtervolging, Ploegkoers |

## Wegwielrennen

### Overwinningen
2008
Eindklassement Ronde van Nedersaksen, Junioren
2018
 Bergklassement Ronde van Zwitserland

## Resultaten in voornaamste wedstrijden
| Jaar | Ronde van Italië | Ronde van Frankrijk | Ronde van Spanje |
| ---- | ---------------- | ------------------- | ---------------- |
| 2017 |                  |                     | 138e             |
| 2018 |                  |                     |                  |
| 2019 |                  |                     |                  |
| 2020 |                  |                     |                  |
| 2021 | 76e              |                     |                  |
| 2022 |                  |                     |                  |

| Jaar | Amstel Gold Race | Luik-Bast.‑Luik | Ronde van Lombardije | Waalse Pijl |  | WK op de weg |
| ---- | ---------------- | --------------- | -------------------- | ----------- |  | ------------ |
| 2017 |                  | 90e             |                      | 120e        |  | 98e          |
| 2018 | opgave           | 71e             |                      |             |  |              |
| 2019 |                  |                 |                      |             |  |              |
| 2020 |                  |                 |                      |             |  |              |
| 2021 |                  |                 | 61e                  |             |  |              |
| 2022 |                  |                 | opgave               |             |  |              |

## Ploegen
- 2012 –  An Post-Sean Kelly
- 2013 –  Team Raleigh
- 2014 –  Raleigh-GAC
- 2015 –  Team Wiggins
- 2016 –  Team Wiggins
- 2017 –  Aqua Blue Sport
- 2018 –  Aqua Blue Sport
- 2019 –  Team Wiggins Le Col
- 2020 –  Canyon dhb p/b Soreen
- 2021 –  EOLO-Kometa
- 2022 –  EOLO-Kometa

Bagdonas · Bellis · Bennett · M.Cassidy · Christian · Downey · Eeckhout · Ennekens · Ghyllebert · Jans · Law · McLaughlin · McConvey · McNally · Mould · Segers · Vanbilsen · Wytinck
Berthou · Blain · Briggs · Britton · Christian · Hampton · Holmes · Lang · Moses · Norris · O'Brien · Oliphant · Scully · Stewart · Witmitz
Atkins · Barker · Blain · Boulo · Christian · Kneisky · Oliphant · Perett · Stones · Wilkinson
Blythe · Brammeier · Christian · Denifl · Dunne · Fenn · Gate · Hansen · Howard · Irvine · Koning · Kreder · Nordhaug · Pearson · Warbasse · Watson
Archbold · Blythe · Brammeier · Christian · Denifl · Dunbar · Dunne · Fenn · Gate · Hansen · Koning · Kreder · Pearson · Pedersen · Warbasse · Watson
Albanese · Archibald · Bais · Belletti · Christian · Dina · Fancellu · Fetter · Fortunato · Frapporti · García · Gavazzi · Grávalos · Pacioni · Ravasi · Rivi · Ropero · Sevilla · Viegas · Wackermann · Hernaiz (stagiair) · Martin (stagiair) · Piganzoli (stagiair)
Albanese · Bais · Bevilacqua · Christian · Dina · Fancellu · Fedeli (vanaf 20/6) · Fetter · Fortunato · García · Gavazzi · Grávalos · Lonardi · Maestri · Á. Martín · D. Martín · Ravasi · Rivi · Ropero · Rosa · Sevilla · Viegas · Montoli (stagiair) · Muñoz (stagiair) · Pietrobon (stagiair)